# Creampie

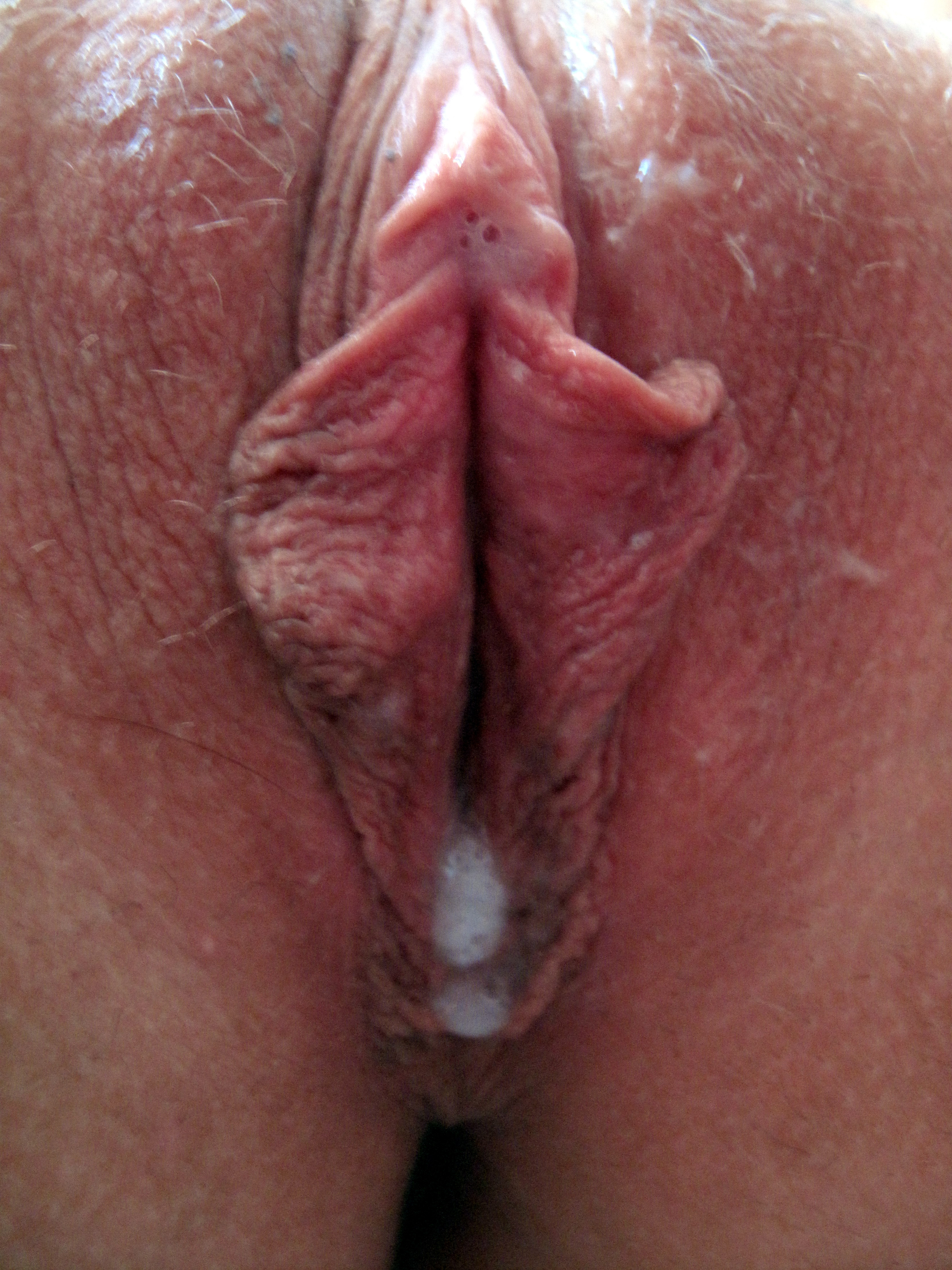
Vagina se spermatem

Creampie (česky „krémový koláč“) či internal cum shot (česky „vnitřní výstřik“) je slangový termín, kdy muž ejakuluje partnerce do pochvy či konečníku, případně partnerovi do konečníku. Termín byl vymyšlen v americké pornografii kolem roku 2000. Mezi další creampie termíny patří například creampie gang bang. Jedná se o situaci, kdy více mužů ejakuluje do stejného tělesného otvoru.

## Zdravotní rizika
Provádění creampie vyžaduje nechráněný pohlavní styk, zvyšuje se tím riziko otěhotnění a přenosu sexuálně přenosných nemocí. V případě sexuálně přenosných nemocí toto riziko ještě více roste při ejakulaci do konečníku.